# Erika Bjerström
Erika Elisabeth Bjerström (Gävle, 30 giugno 1962) è una giornalista e scrittrice svedese.
È giornalista presso il canale SVT. In precedenza, era una giornalista di Dagens Nyheter, dove ha lavorato per nove anni, fino al 1997 quando ha iniziato a lavorare su SVT. Bjerström scrisse anche diversi libri, il più recente: Det nya Afrika (2013).

## Opere
- Bilder från det nya folkhemmet (1987)
- Tur & retur. Hela världens miljö (1989)
- Miljövår. Reportage om miljövårdsframgångar i det tysta (1993)
- Porslinsmålerskan från Limoges. En personlig betraktelse från ett älskat Europa (2007)
- Det nya Afrika (2013)